# Lasius glom
Lasius glom (лат.) — ископаемый вид мелких муравьёв рода Lasius из подсемейства Formicinae. Найден в эоценовых останках (сдавленных вкраплениях в сланцах) Северной Америки (США, Монтана, окрестности Мидл-Форк-Флатхед, Кишененский ярус, возраст 46 млн лет).

## Описание
Мелкого размера формициновые муравьи, длина тела самца около 4 мм. Длина брюшка (GL): 1,68 мм. Максимальная длина глаза (EL): 0,2 мм. Основная окраска тела тёмно-коричневая. Заднегрудка без проподеальных шипиков. Стебелёк между грудкой и брюшком состоит из одного членика петиоля. Брюшко округлой формы. От описанного из Флориссанта (Северная Америка) самца муравья Lasius peritulus новый вид отличается большими размерами груди (WL= 1,5 vs. 1,2). Из примерно 20 ископаемых видов рода Lasius большинство таксонов описаны из балтийского янтаря и, как правило, находятся в большом числе. Например, Lasius peritulus составляет до 25 % всех находок муравьёв из Флориссанта. Новый же вид описан по единственному экземпляру крылатого самца.
Впервые Lasius glom был описан в 2015 году американскими мирмекологами Джоном ЛаПолла (John S. LaPolla; Towson University, Towson, Мэриленд, США) и Д. Гринвальтом (D.E. Greenwalt; National Museum of Natural History, Smithsonian Institution, Вашингтон) по сланцевым останкам из США. Новый вид обитал предположительно в одной экосистеме вместе с такими видами как Formica annosa, Ktunaxia jucunda, Proiridomyrmex rotundatus, Protazteca eocenica, Dolichoderus dlusskyi, Crematogaster aurora, Solenopsites abdita, Ponerites kishenehne, Pseudomyrmex saxulum, Eoformica brevipetiola, Eoformica latimedia, которые были описаны одновременно с ним.
Видовое название L. glom происходит от староанглийского слова glom, означающего сумрак.